# Ликей
Лике́й (лице́й, от др.-греч. Λύκειον; лат. lусеum) — название одной из гимнасий в древних Афинах возле храма Аполлона Ликийского, где учил Сократ, затем Аристотель в последние годы своей жизни (335—323 до н. э.), и творил суд полемарх.
Учеников Аристотеля прозвали Λύκειοι Περιπατητικοί («те, кто прогуливаются возле Ликея», «перипатетики») оттого, что учитель любил рассуждать и обучать, прогуливаясь. Его ученики продолжили традицию обучения в Ликее, и название осталось в истории как имя философской школы Аристотеля; называют её также «Лицеем».

## География
Ликей располагался на востоке Афин за городской стеной (за воротами Диохара) между потоками Илиссос и Эридан у подножья холма Ликавит.

## История
Ранее здесь располагались храмы Аполлона Ликейского («убийцы волков»). До появления философской школы («гимнасия») здесь тренировались афинские воины. Во времена Перикла здесь появился гимнасий для занятий спортом, однако это место облюбовали философы. Здесь учил Сократ. В 335 г. до н. э. здесь появляется школа Аристотеля. После Аристотеля Ликей возглавляли Феофраст, Стратон, Ликон. 11-й главой Ликея был Андроник Родосский. В I в. до н. э. Ликей пострадал от осады Суллы. В III в. он испытал нашествие герулов.

## Название
Название произошло от храма Аполлона Ликейского (Ликийского); храм был назван так по имени сына царя Пандиона, аттического героя Лика (Ликоса, др.-греч. Λύκος), по имени которого страна тремилов получила своё название Ликия.

## Обучение в Ликее
Деятельность Аристотеля в Ликее была подчинена строгому расписанию. В утренние часы он читал наиболее сложные лекции для узкого круга учеников. В обеденное время Аристотель также вёл содержательные философские беседы с кругом своих приближённых и ввёл обычай избирать старосту для таких обедов раз в десять дней, что имело сходство с порядками в Академии в период руководства ею Ксенократа. После обеда философ проводил занятия для более широкой аудитории, затрагивавшие менее сложные вопросы. Кроме того, он проводил занятия по риторике, которая была одним из значимых интересов философа со времён его учёбы в Академии. Отличительной особенностью Ликея было то, что благодаря поддержке его со стороны влиятельных учеников Аристотеля  Александра и Филиппа в школе активно проходили эмпирические исследования, в том числе натуралистические.
Преподавание в Ликее опиралось на принципы жёсткой систематичности и доказательности излагаемой мысли. Аристотель считал важнейшим средством достижения истины приведение в том числе эмпирических доказательств. Кроме того, убеждённость в том, что всё в мире, в том числе и разум, подвержены изменчивости во времени, предопределила то, что большое внимание в школе уделялось практической деятельности учеников как в изучении природных процессов, так и в других областях.

## После Аристотеля
После смерти основателя руководителем Ликея стал Теофраст. При нём школа находилась в расцвете, он сам вёл разностороннюю научную деятельность. В целом традиции аристотелизма были сохранены, хотя в ряде вопросов новый руководитель Ликея расходился со своим учителем.
Пост главы школы наследовал от Теофраста Стратон. В отличие от Теофраста, он гораздо масштабнее критиковал аристотелевское учение. В период его руководства в школе наиболее усиленно развивалось натуралистическое направление, можно говорить и о возобладании материализма в философской традиции. Была существенно пересмотрена аристотелевская теология. Бог как первопричина всего сущего был заменён собственными силами природы. Новый руководитель стремился к объяснению явлений внешнего мира именно с материалистических позиций. Кроме того, было предложено и материалистическое объяснение душевной деятельности человека. Его движущее начало теперь также имело вполне «земной» характер и находилось, по мнению Стратона, в голове, в области между глазами.
После Стратона, в 3—2 вв. до н.э. аристотелевская традиция в Ликее была забыта. Это связано с тем, что его многочисленные труды были утеряны практически на два столетия и находились в это время в крайне неблагоприятных для свитков условиях — последователи Нелея из Скепсиса, которому было завещано наследие Аристотеля, не оценив данной коллекции, поместили её в подвал, где труды позже были забыты.
В 1 в. до н.э. произошло возрождение аристотелевской традиции в Ликее, которое связано с именем его одиннадцатого сколарха Андроника. Сохранившиеся труды Аристотеля были переданы ему Тираннионом, получившим их от Суллы ок. 86 г. до н.э. После этого последующие деятели школы занимались комментариями учения Аристотеля и пытались реконструировать его учение по оставшимся фрагментам.

## Археологические раскопки
В 1996 году на территории Ликея начались археологические раскопки. Раскопана палестра с внутренним двором (22×26 метров), библиотека с лекторием, колодец, бани, помещения с гипокаустом